# Устаничка улица
Устаничка улица је српски филм из 2012. године. Режирао га је Мирослав Терзић по сценарију Ђорђа Милосављевића и Николе Пејаковића и сарадника на сценарију Дамира Калембера по идеји Гордана Кичића.

## Улоге
| Глумац             | Улога               |
| ------------------ | ------------------- |
| Гордан Кичић       | Душан Илић          |
| Уликс Фехмију      | Средоје Говоруша    |
| Раде Шербеџија     | Главни тужилац      |
| Петар Божовић      | Грбави              |
| Јелена Ђокић       | Ирена               |
| Милица Михајловић  | Јадранка            |
| Предраг Ејдус      | Професор            |
| Александар Ђурица  | Стрмни              |
| Бојан Жировић      | Буца                |
| Миодраг Крстовић   | Златар              |
| Марко Јањић        | Човек са капуљачом  |
| Марко Баћовић      | Инспектор Ратковић  |
| Анђелка Ристић     | Ратковићева супруга |
| Миодраг Ракочевић  | Плави               |
| Никола Мићовић     | Дечак               |
| Катарина Чкоњевић  | Девојчица           |
| Марта Милосављевић | Медицинска сестра   |

## Критике
Дубравка Лакић:
Реченица која зазвечи, коју током саслушања изговара Средоје-Мићун: „Шта ме гледаш, знам ја ко сам, крвавио гаће нико из Србије није“, с којом сценаристи свесно или несвесно, као да није реч о истом народу, пребацују сав терет кривице на Србе преко Дрине и Саве, аболирајући од свега све Србе из Србије. Сличних сценаристичких гафова и драматуршких пропуста има још. Има и вишка коинциденција, паралела, произвољности (фотографија на којој лик из филм држи за косу прекланог човека је фотомонтажа, а личи на оне чувене фотографије „ратних трофеја“ муџахедина у Босни), чак и повремене наивности у конструкцији ликова, од којих су неки испуштени.
Катарина Миловановић:
Велика штета је то што смо од очекиваног максималног интензитета, добили млак, гледљив филм.

## Награде
На Фестивалу у Сарајеву Уликс Фехмиу је освојио Срце Сарајева у категорији најбољи глумац.